# Iglesia de los Santos Apóstoles (Salónica)
La Iglesia de los Santos Apóstoles de Salónica, en griego Ἅγιοι Ἀπόστολοι es una iglesia  bizantina del siglo XIV en la ciudad griega norteña de Salónica.

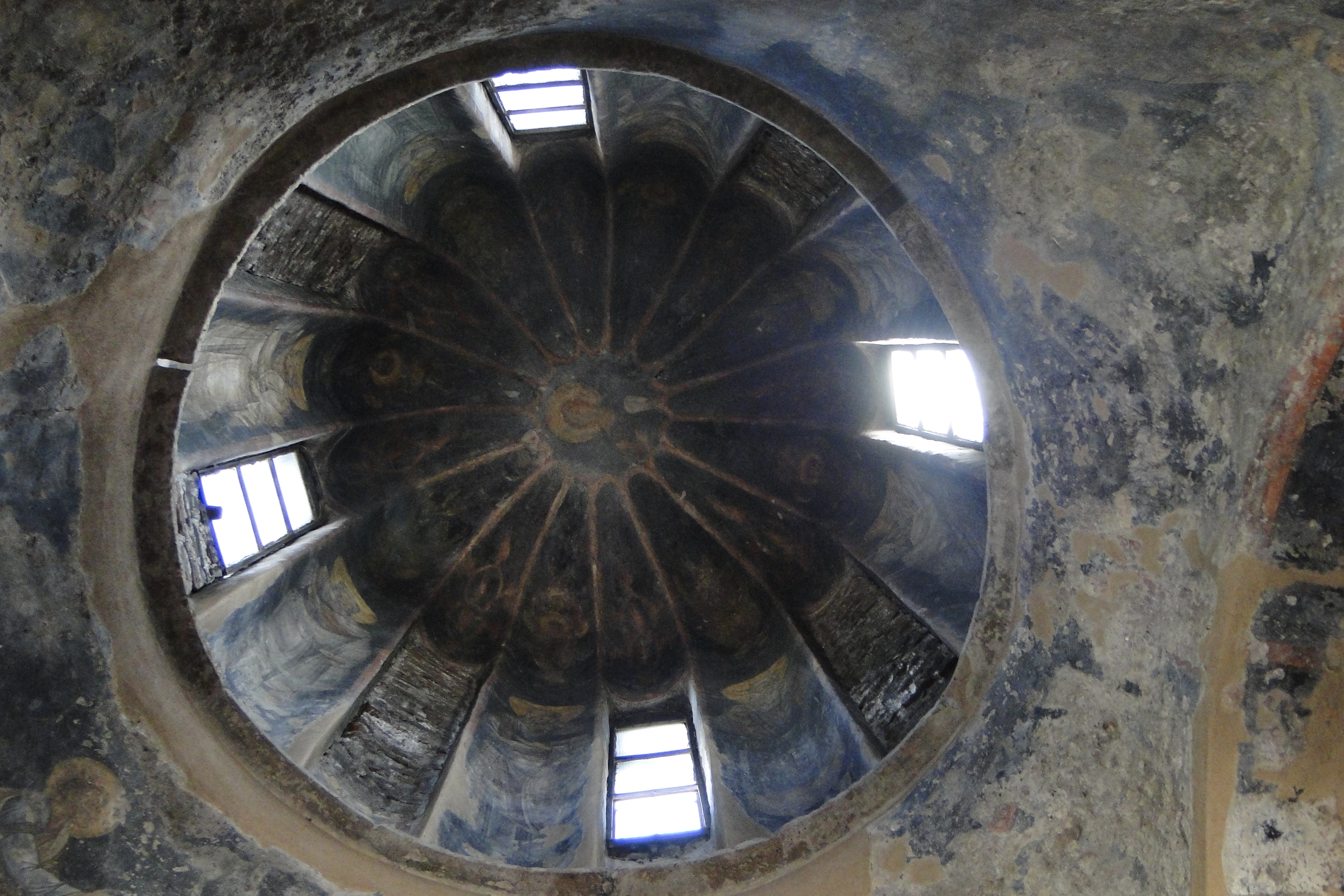
Domo sur

## Ubicación
La iglesia está situada al comienzo de la calle Olympou, cerca de las murallas medievales del oeste de la ciudad.

## Historia y descripción
Como lo demuestran los restos de una columna al sur de la iglesia y una cisterna al noroeste, originalmente formaba parte de un complejo más grande. Por lo tanto, parece que la iglesia fue construida originalmente como el Katholikón de un monasterio.
La fecha de su construcción no está del todo clara: la inscripción del fundador sobre la entrada, los monogramas en los capiteles y otras inscripciones se refieren a  Nefón I, Patriarca de Constantinopla en 1310-1314, como el ktetor. Otra inscripción en el muro oriental conmemora al mismo patriarca y a su discípulo, el higúmeno Pablo, como primer y segundo ktetores respectivamente. Sin embargo, análisis recientes que utilizan el carbono-14 apuntan a una fecha posterior para toda la estructura, alrededor de 1329. Una representación del Pablo higúmeno arrodillado ante María, así como una serie de escenas marianas llevan a la conclusión de que la iglesia estaba dedicada a María, quizás para ser identificada con el Monasterio de Theotokos Gorgoepikoos.
El edificio pertenece al tipo de las iglesias compuestas, de cinco cúpulas en cruz en cuadrado, con cuatro columnas de soporte. También presenta un nártex con un peristión en forma de U (un ambulatorio con galerías), con pequeñas cúpulas en cada esquina. También hay dos pequeñas capillas laterales al este. Los muros exteriores presentan una rica decoración con una variedad de patrones de ladrillos.
El interior da una impresión muy vertical, ya que la relación entre la altura y la anchura de la  nave central de la iglesia es de 5 a 1. La decoración interior consiste en ricos mosaicos en los niveles superiores, inspirados en los modelos de Constantinopla. Estos son particularmente importantes como algunos de los últimos ejemplos de mosaicos bizantinos y el último de este tipo en la propia Tesalónica. Los frescos completan la decoración de los niveles inferiores de la iglesia principal, pero también del nártex y de una de las capillas. Estos también muestran la influencia de Constantinopla, y posiblemente fueron ejecutados por un taller de la capital imperial, tal vez el mismo que decoró la Iglesia de Chora. Probablemente fueron realizadas bajo el patrocinio de los higúmenos Paul, después de 1314 o en el período 1328-1334..
Con la conquista de la ciudad por los turcos otomanos, en torno a 1520-1530 la iglesia se convirtió en una mezquita con el nombre Soğuksu Camii, que significa «Mezquita del Agua Fría». Como era su práctica habitual, los otomanos cubrieron los mosaicos y frescos con yeso, después de retirar las teselas de oro. El nombre moderno de la iglesia, 'Santos Apóstoles', no se atribuyó al edificio hasta el siglo XIX.
La restauración y la revelación gradual de los frescos comenzó en 1926. Después del terremoto de 1978, el edificio fue reforzado, y en 2002, se limpiaron los mosaicos.